# Líder Interiores

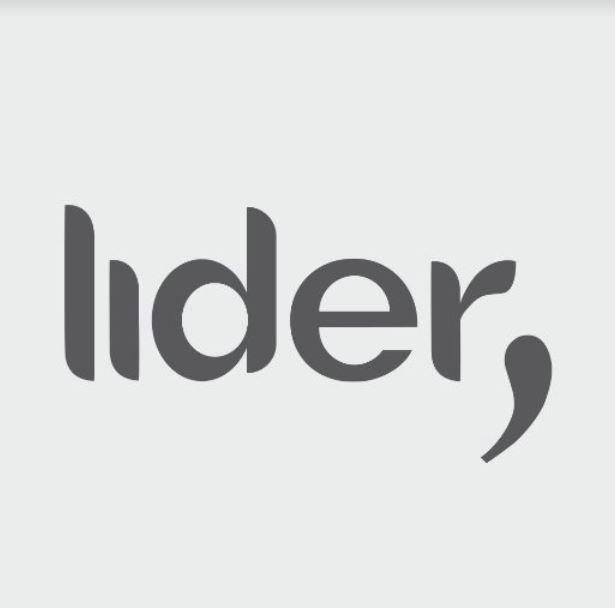

Lider Interiores é uma empresa brasileira do ramo moveleiro sediada em Minas Gerais.

A empresa é hoje uma das maiores do ramo no Brasil, com 5 fábricas próprias em uma área total de 100.000 mil metros quadrados, onde chegam a uma produção mensal de mais 11 mil peças. São cerca de 1400 colaboradores nas fábricas e lojas e 20 lojas espalhadas pelo país.

## História
Em 1945, João da Mata Nogueira tem seu primeio contato com a marcenaria, trabalhando como ilustrador de móveis em Carmo do Cajuru. 5 anos mais tarde já consegue ampliar suas instalações e um pequeno showroom é montado ao lado da fábrica, seguindo já com os primeiros anúncios no jornal da cidade. 
Em 1976 a Líder abre em Mateus Leme sua primeira loja.